# Ollainville (Vosges)
Ollainville település Franciaországban, Vosges megyében. Lakosainak száma 74 fő (2022. január 1.). Ollainville Aulnois, Darney-aux-Chênes, Hagnéville-et-Roncourt, Landaville, Rouvres-la-Chétive és Sandaucourt községekkel határos.

## Népesség
A település népességének változása:
| Lakosok száma | 66   | 65   | 63   | 67   | 70   | 73   | 74   | 75   | 74   |
|               | 2013 | 2015 | 2016 | 2017 | 2018 | 2019 | 2020 | 2021 | 2022 |